# Дело Таисии Осиповой
Дело Таисии Осиповой — уголовный процесс по обвинению в сбыте наркотиков российской журналистки и активистки незарегистрированной партии «Другая Россия» Таисии Витальевны Осиповой (род. 26 августа 1984 года). В 2011 году приговорена к десяти годам лишения свободы, позднее приговор был пересмотрен, и Осипову приговорили к восьми годам.

## Биография обвиняемой
Таисия Витальевна Осипова родилась в Смоленске. Муж — член исполкома партии «Другая Россия» Сергей Фомченков, в ходе вооружённого конфликта на востоке Украины — командир батальона ДНР, с 2020 года — член движения «За правду». Воспитывала дочь Катрину 2005 года рождения.
В 2003 году Осипова, состоявшая в НБП и работавшая корреспондентом газеты «Генеральная линия» (бывшая «Лимонка»), во время публичного мероприятия хлестнула букетом гвоздик по лицу главу администрации Смоленской области Виктора Маслова со словами: «Вы живёте за счёт простых смолян, вот вам привет от НБП!». После этого её осудили на год лишения свободы условно за «применение насилия, не опасного для жизни и здоровья, по отношению к представителю власти».
В 2008 году Осипова отошла от активной политической деятельности, сосредоточившись на воспитании ребёнка.

## Обстоятельства дела
Уголовное дело по обвинению в сбыте наркотиков было возбуждено следователем отдела № 2 СУ при УВД Смоленска Ивановой С. А. 1 ноября 2010 года на основании показаний «засекреченного» свидетеля (псевдоним «Тимченкова Л. И.») о покупке ею наркотических веществ у Осиповой. 
Каждый раз эти вещества у «Тимченковой» изымались оперативниками Центра по противодействию экстремизму (ЦПЭ) и ОРЧ-2 УВД Смоленской области. Первый акт об этом был оформлен 27 октября 2010 года. Второй акт оформили 16 ноября 2010 года. В деле кроме «засекреченного свидетеля», обвинение поддерживали только свидетели, активисты движения «НАШИ» и «Молодая гвардия Единой России» (свидетели при обыске и участники контрольных закупок Семинистова и Шерстнева), и оперативный работник Центра Э МВД, Смолин. Показания свои они неоднократно меняли.

### Обыск и арест
23 ноября 2010 года в доме Таисии Осиповой прошёл обыск при участии старшего оперуполномоченного ЦПЭ Савченкова. При обыске были обнаружены 5 свёртков с неизвестным веществом и меченая 500-рублевая купюра. Осипова была арестована. В СИЗО к ней несколько раз приезжали сотрудники ЦПЭ во главе со старшим оперуполномоченным Савчиковым, которые пытались принудить её дать показания, что деньги, которые муж Осиповой переводил ей в Смоленск на содержание её и дочери, на самом деле предназначались на закупки наркосодержащих веществ с целью их дальнейшей перепродажи. Осипова утверждала, что наркотики были ей подброшены.
Правозащитник Лев Левинсон иронически замечает, что роль понятых «исполняли лица со специфической аберрацией зрения. Они видели, как Осипова передавала наркотики (хотя здравый смысл подсказывает, что или они не могли этого видеть, или Осипова не стала бы это делать на виду). Но то, что понятые должны были видеть, — как проходил обыск — они видели очень плохо. Так, они не заметили оказавшегося в доме при обыске внушительных размеров мужчину, знакомого Осиповой, хотя присутствие его отразилось в милицейской видеозаписи и скрыть его не удалось. Этот мужчина, по фамилии Мандрик, был на суде свидетелем защиты, где дал показания о том, как проходил обыск, как „сотрудники милиции по собственному усмотрению в отсутствие понятых произвольно расхаживали по различным помещениям обыскиваемого жилого дома“. Мандрик также рассказал суду, что милиционеров при обыске было намного больше, чем это отражено в протоколе, в том числе были там и сотрудники центра „Э“, обычно не интересующиеся столь обыденными делами. Опять же, по словам Мандрика, люди из группы „Э“ искали у Осиповой не наркотики, а экстремистские материалы…» Также свидетель Мандрик показал, что видел, как оперативный работник подбросил наркотики в комод Осиповой, выйдя туда без понятых. Сказанное он подтвердил на полиграфе, который показал максимальную вероятность, что Мандрик говорит правду. Смолин процедуру на полиграфе пройти отказался. По результатам предоставленной распечатки телефонных соединений стало очевидно, что во время закупок понятые не находились в месте проведения процессуальных действий, а перемещались — это фиксировали разные базовые станции компаний, абонентами которых являлись понятые и свидетели. Но проанализировать телефонные соединения оперативников суд отказался даже в закрытом режиме.
В 2013 году в ходе рассмотрения жалобы Осиповой Европейским судом по правам человека российское правительство признало условия её содержания в СИЗО под стражей в 2010—2011 гг. не отвечающими требованиям статьи 3 Европейской конвенции по правам человека и предложило выплатить компенсацию.

### Судебное дело
29 декабря 2011 года Заднепровским районным судом города Смоленска Осипова была приговорена к 10 годам лишения свободы.
В ходе процесса, судья Дворянчиков отказался вызвать понятых для дачи ими разъяснений по поводу расхождения в их показаниях суду и реальному местонахождению в дни «закупок». Прослушка, которую писали на протяжении года, и предоставленную суду следствием, оказалась смонтированной. Что подтвердила экспертиза. Сотрудники Брянской лаборатории судебных экспертиз отождествить голос на записи с голосом Таисии Осиповой не смогли. Эксперты Брянской лаборатории Минюста признали, что в прослушке (почему-то за единственный день 6 сентября — а ведь слушали год!) нет даже голоса Таисии. Причем в уголовном деле указан даже не её номер телефона. Характеристика предоставленная следствием, написанная якобы участковым, также оказалась поддельной, о чём участковый лично заявил в суде, дополнив, что на момент написания этой характеристики он уже не работал участковым, а соответственно, написать её не мог. Подпись, поставленная на характеристике от его имени, поддельная. «По результатам единственного медицинского освидетельствования Таисии никакой наркомании и сопутствующего ей гепатита C не обнаружено. Судья Дворянчиков неоднократно отказывал в проведении наркологической экспертизы, понимая, что обвинение может потерять единственный козырь.» С контрольной закупки из 3 тыс. рублей (13 купюр, из которых согласно материалам следствия было 10 купюр достоинством 100 рублей, две купюры достоинством 500 рублей, одна 1000 рублей), осталась одна 500-рублёвая купюра. Купюры не были «мечеными». На вопрос судьи, куда делись 12 купюр, оперативный работник Смолин ответил — она их съела.
15 февраля 2012 года Смоленский областной суд отправил дело Осиповой на новое рассмотрение в Заднепровский районный суд Смоленска.
28 августа 2012 года Смоленский областной суд приговорил Осипову Таисию к 8 годам лишения свободы в колонии общего режима, признав её виновной в сбыте наркотиков. Причем суд оказался вдвое строже прокурора, который просил дать Осиповой всего 4 года.
28 февраля 2017 года освобождена по УДО.

### Движения в защиту
В июле и августе 2011 года у Соловецкого камня в Москве состоялись молчаливые акции протеста активистов партии «Другая Россия» и движения «Солидарность» в защиту Осиповой, их участники были задержаны. В защиту Осиповой выступил также Юрий Шевчук.
10 января 2012 года в Москве у станций метро в вечерний час пик около 200 активистов провели одиночные пикеты с плакатами в защиту Осиповой. Аналогичная акция прошла и в Санкт-Петербурге.
25 января 2012 года во время встречи со студентами факультета журналистики МГУ Президент РФ Дмитрий Медведев назвал приговор Осиповой чрезмерно жестоким и обещал попросить прокуратуру разобраться с этим делом:

По поводу Таисии Осиповой. Я не знаю, конечно, этого дела и не могу сказать, законно она осуждена или нет. Шум вокруг этого довольно большой. Реально хранила она наркотики или нет, нужно разобраться. То, что 10 лет получает мать, у которой малолетние дети, дочь, на мой взгляд, это моё субъективное мнение… Я всегда очень щепетильно отношусь к приговорам суда просто потому, что я юрист, и потому, что я на определённой должности. Тем не менее, если говорить о субъективных ощущениях, это очень много, даже если она виновата.
Вы меня спрашиваете: бывают ли случаи, когда подбрасывают наркотики? Конечно, бывают. Я не уверен, что это именно этот случай. Но то, что иногда это используется в качестве приёма, для того чтобы выбить соответствующие показания или просто кого-то «упаковать», это известная, к сожалению, ситуация. Я готов затребовать материалы по этому делу и дать поручение прокуратуре ещё раз всё это проанализировать. Это первое.
И второе, в отношении помилования. Если будет её обращение в установленном порядке, конечно, я готов буду его рассмотреть. Но, естественно, это всё происходит по инициативе самого осуждённого, в данном случае самой осуждённой.

## Фильмография
- 2012 — Срок — режиссёры Алексей Пивоваров, Павел Костомаров и Александр Расторгуев.